# Варшава-Середмістя
Варшава-Середмістя (пол. Warszawa Śródmieście) — пасажирська станція польської залізниці, розташована поблизу центрального вокзалу Варшави, вона обслуговує приміські маршрути. 
Належить до категорії А за польською класифікацією, тобто обслуговує більше 2 млн пасажирів щорічно.
Станція знаходиться під землею, з неї можливий перехід на центральний вокзал без виходу нагору. Дзельниця Варшави, в котрій знаходиться станція, також називається Середмістя.